# VfR Achern
Verein für Rasenspiele 1907 Achern/Hornisgrinde é uma agremiação esportiva alemã, fundada a 17 de outubro de 1907, sediada em Achern, no estado de Baden-Württemberg, perto da montanha Hornisgrinde.
O clube foi estabelecido, em 1907, como Fußball-Club Achern, e adotou o nome Verein für Rasenspiele Achern, em 1910.

## História
Na maior parte da sua longa trajetória o Achern tem atuado em nível de concorrência local. Contudo, a equipe se fez notar no final de 1930, quando conquistou o título da Bezirksliga Freiburg (II) e, posteriormente, jogou uma única temporada durante a guerra na Gauliga Baden-Süd (I), uma das dezesseis divisões de nível máximo criadas pelo regime nazista.
Com a eclosão da Segunda Guerra Mundial, em 1939, o futebol alemão foi temporariamente reorganizado para lidar com a escassez de jogadores e restrições de viagens. A Gauliga Baden-Süd foi uma das 16 ligas de voo superior regionais do país. Originalmente composta por 10 equipes em uma única divisão, foi expandida para incluir 20 equipes que atuavam em 5 sub-divisões. Cada uma era um circuito de cidade-base para ajudar a reduzir a necessidade de deslocamentos. O Achern terminou no topo do Grupo Offenburg na temporada 1939-1940 e participou dos playoffs para a Gauliga, mas se saiu mal. Na temporada seguinte, a Gauliga Baden-Süd voltou a ter um formato contendo 10 equipes de caráter regional. O Achern não se classificou para essa divisão.
Após o segundo grande conflito mundial as autoridades de ocupação aliadas ordenaram a dissolução de todas as organizações do país incluindo as esportivas, de acordo com um processo de desnazificação. Novas associações logo apareceram e o VfR foi finalmente restabelecido a 13 de julho de 1946 como Sportverein Achern. O clube avançou à Amateurliga Südbaden (II), em 1949, na qual obteve um terceiro lugar.
Em 2 de setembro de 1950, reassumiu sua identidade tradicional como VfR e passou mais 5 temporadas como um clube de menor expressão na Amateurliga até finalmente ser rebaixado em 1955.
O Achern ressurgiria por uma única temporada no então terceiro nível, a Amateurliga em 1965-1966, mas foi prontamente rebaixado. Contudo, o time se recuperou ao conquistar a 2. Amateurliga Südbaden (IV) e passou à terceira temporada mais uma vez na terceira divisão. Ainda tomou parte da fase preliminar para a DFB-Pokal, a Copa da Alemanha, em 1977 e fez sua última aparição na Amateurliga na temporada 1977-1978. A equipe, por um longo período de tempo, competiu na Südbaden Landesliga 1 (VI), tendo jogado pela última vez no quarto módulo, a Verbandsliga Südbaden em 1993.
Em 2011, o clube sofreu o descenso da Landesliga, caindo para a Bezirksliga.

## Títulos
- Bezirksliga Freiburg (II)
  - Campeão: 1939;
- 2. Amateurliga Südbaden (IV)
  - Campeão: 1967;